# Riedisheim

Riedisheim este o comună în departamentul Haut-Rhin din estul Franței. În 2009 avea o populație de 12.231 de locuitori.

## Evoluția populației
| An        | 1975   | 1982   | 1990   | 1999   | 2006   | 2009   |
| --------- | ------ | ------ | ------ | ------ | ------ | ------ |
| Populație | 12.403 | 12.175 | 11.868 | 12.101 | 11.925 | 12.231 |